# Cardiophorus vestitus
Cardiophorus vestitus là một loài bọ cánh cứng trong họ Elateridae. Loài này được Lindberg miêu tả khoa học năm 1951.